# Hartmannswillerkopf
Pour les articles homonymes, voir HWK et Armand.
Le Hartmannswillerkopf, rebaptisé Vieil-Armand après la Première Guerre mondiale, est un éperon rocheux pyramidal, dans le massif des Vosges, surplombant de ses 957 mètres la plaine d'Alsace du Haut-Rhin.
Un monument national y est érigé en souvenir des combats qui s'y déroulèrent durant le premier conflit mondial, en 1915 surtout. En effet, situé en droite ligne à 7 km de Thann et 6 km de Cernay, entre lesquelles passait la ligne séparant la partie de l'Alsace redevenue française dès 1914 et celle reprise par les troupes allemandes, le Vieil-Armand était un sommet stratégique alors âprement disputé.
Le sommet est partagé entre les communes de Hartmannswiller, de Wuenheim, de Wattwiller et de Soultz.

## Toponymie
Le nom de Hartmannswillerkopf provient du nom du village de Hartmannswiller et de la butte (la « tête », Kopf) qui le surmonte. Les Poilus, à l'époque, ont rebaptisé (par déformation phonologique des Français ne parlant ni l'alsacien ni l'allemand) le Hartmannswillerkopf en Vieil-Armand. Il a été également surnommé le « Mangeur d'hommes » par les soldats français ou la « Montagne de la Mort » par les soldats allemands.

## Géographie
Du haut de ses 957 mètres d'altitude, le Vieil-Armand domine la plaine rhénane, entre les villes de Colmar au nord et de Belfort au sud, avec entre les deux Mulhouse. Il surplombe les communes de Hartmannswiller, de Wattwiller, d'Uffholtz et de Cernay.
Le cimetière militaire du Hartmannswillerkopf est situé tout près de la route des Crêtes des Hautes-Vosges (lieu-dit Silberloch).
Au niveau du monument national du 152e RI se trouve un promontoire-observatoire qui offre une vue plongeante sur la plaine d'Alsace, au niveau de l'agglomération mulhousienne ; la ville suisse de Bâle est visible, en arrière-plan, par temps clair.
Par beau temps, au-delà du Rhin, la ligne bleue de la Forêt-Noire germanique est visible, tout particulièrement au niveau du Belchen et du Feldberg.
Par temps exceptionnellement clair et dégagé, les Alpes bernoises (en Suisse), peuvent être visibles, les pics enneigés éternellement se dessinant alors sur la ligne d'horizon sud-est, au-delà du Jura suisse, avec des altitudes dépassant les 4 000 m (4 274 m au Finsteraarhorn, leur point culminant).

## Histoire
- Si vous ne connaissez pas le sujet, laissez ce bandeau (vous pouvez alors contacter les auteurs).
- Si vous supprimez le contenu mis en cause (vous pouvez préalablement contacter les auteurs),

argumentez précisément cette suppression dans la page de discussion
(un manque de référence n'est pas un argument ; une recherche réelle de référence doit avoir été effectuée, être formellement documentée).
Les principaux combats eurent lieu les 19 janvier-20 janvier, 26 mars, 25 avril-26 avril et 21 décembre-22 décembre 1915[réf. nécessaire] faisant près de vingt-cinq mille morts dont une majorité de Français[réf. nécessaire]. Parmi ces nombreux morts, on relève le général Marcel Serret et le capitaine Joseph Ferdinand Belmont. Ensuite le front s'est stabilisé et ne donna lieu qu'à des duels d'artillerie et qui a valu au sommet le nom de Montagne sacrée d'Alsace[réf. nécessaire]. Au sommet, au niveau de la croix, il y a environ 22 m qui séparent les lignes allemandes des lignes françaises[réf. nécessaire]. L'inconvénient de cette situation est que les lignes doivent constamment être silencieuses, car elles peuvent s'écouter les unes les autres, et donc découvrir les stratégies de l'ennemi.[Interprétation personnelle ?]

## Lieu de mémoire de la Première Guerre mondiale
On peut distinguer deux parties distinctes sur le site du Hartmannswillerkopf aujourd’hui : d’une part le monument national constitué de la crypte et du cimetière militaire du Silberloch, d’autre part le champ de bataille avec ses vestiges et ses monuments.

### Le monument national
Le monument national, bâti au col du Silberloch au-dessus de la nécropole, fait partie des quatre monuments nationaux dédiés aux combattants de la guerre 14-18 avec l’ossuaire de Douaumont, le mémorial des batailles de la Marne et la nécropole nationale de Notre-Dame-de-Lorette. Les deux statues ailées qui gardent l’entrée de la crypte-ossuaire et la statue de la Vierge dans l'axe central sont des créations du sculpteur Antoine Bourdelle.

#### La nécropole nationale du Silberloch

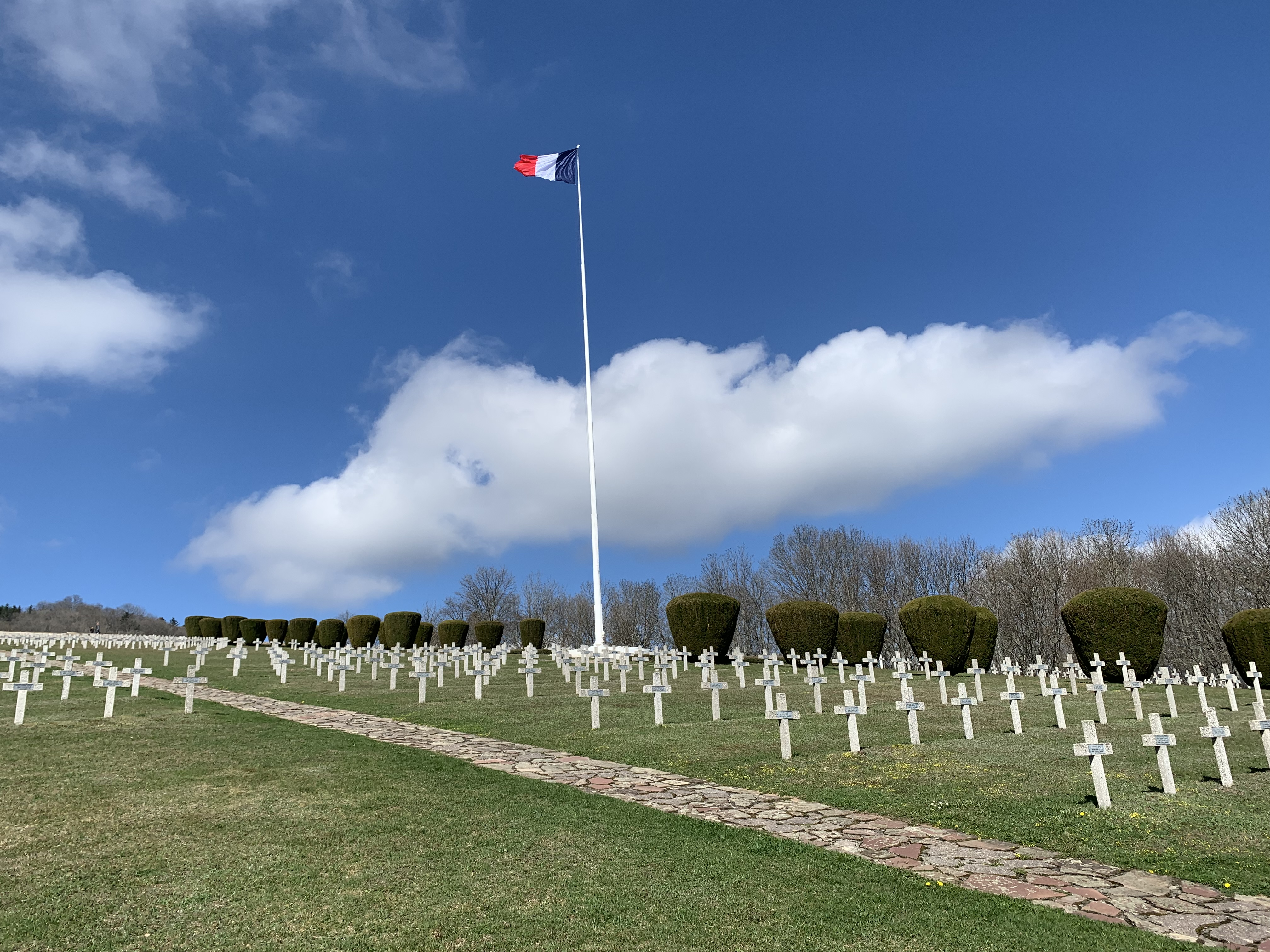
Nécropole nationale du Silberloch au Hartmannswillerkopf (Vieil Armand).

Situé sur le territoire de la commune de Wattwiller, le cimetière militaire français a une superficie de 1,67 ha. Il comprend 1 640 tombes dépouilles de soldats français, 1 256 en tombes individuelles et 384 en six ossuaires.

### Le champ de bataille

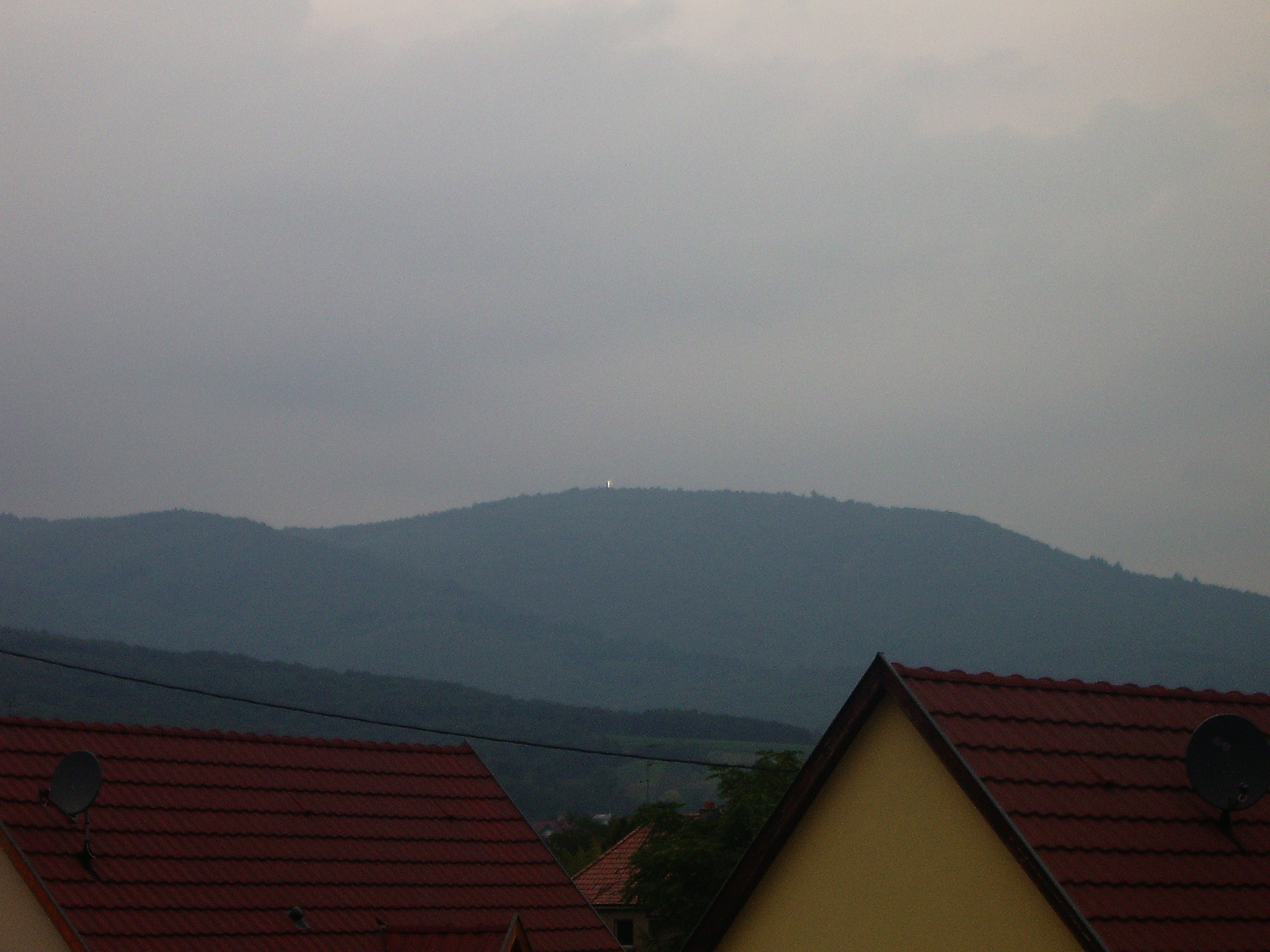
Le profil du Vieil-Armand vu depuis Cernay. Une croix est illuminée chaque soir au sommet.

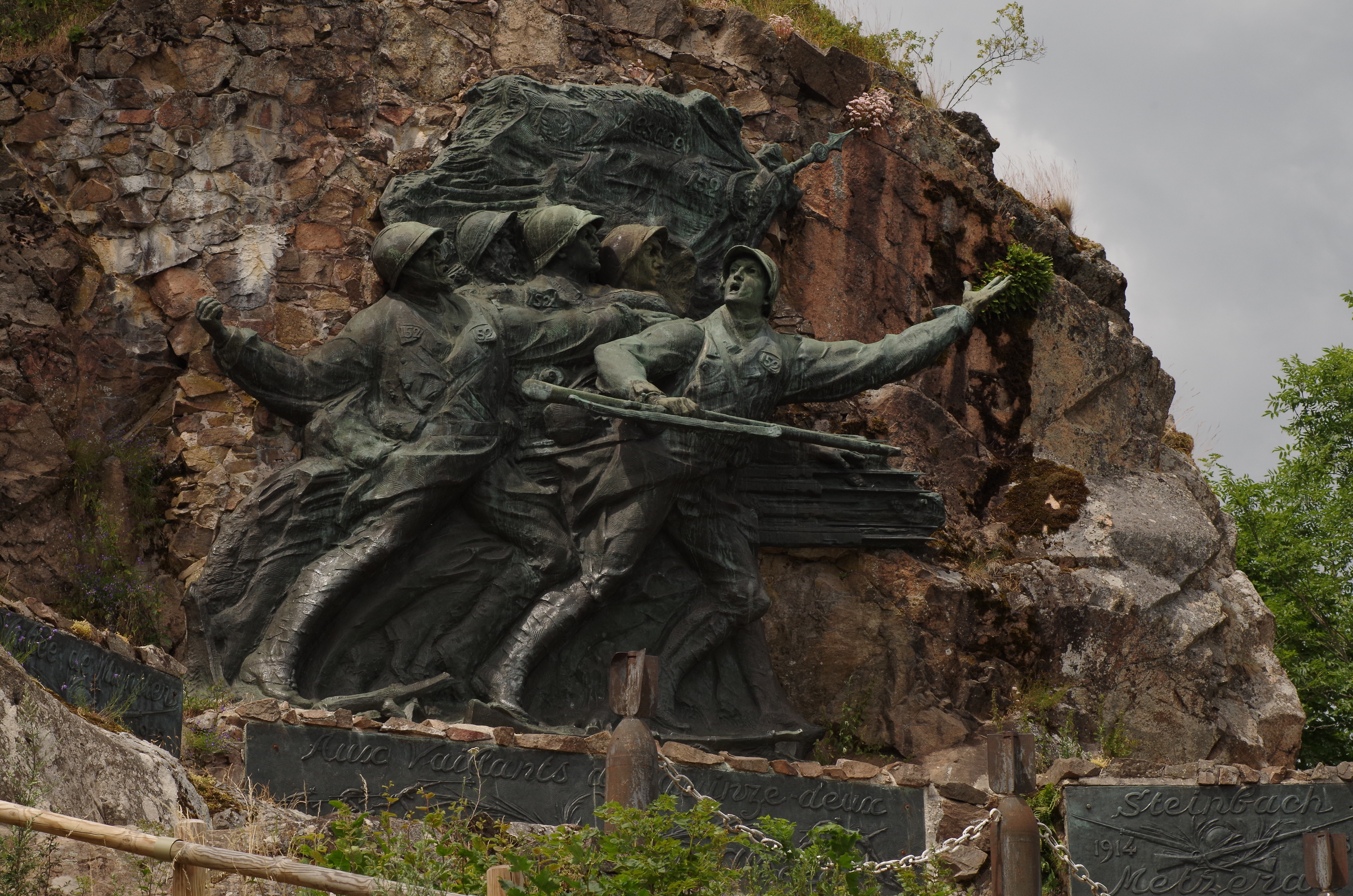
Monument en mémoire du RI réalisé par Victor-Charles Antoine au Hartmannswillerkopf.

Sur le champ de bataille se trouvent de nombreux vestiges des combats (tranchées, abris et fortins bétonnés) ainsi que des monuments dont les deux les plus célèbres sont :
- la croix sommitale illuminée en béton armé de 20 m de haut ;
- le monument en bronze du 152e RI surnommé « monument des diables rouges », installé en 1954 et remplaçant celui de 1921, détruit par les autorités allemandes après l'annexion de l'Alsace.

Au niveau des vestiges d’époque, on constate l’emploi massif du béton armé du côté allemand alors que les tranchées françaises sont plus sommaires, ce qui traduit la volonté défensive de leur territoire par les premiers et la logique offensive des derniers qui considéraient donc que leurs ouvrages n'étaient que provisoires. De nombreux ouvrages restent également visibles aux alentours du Hartmannswillerkopf, du côté des anciennes positions allemandes essentiellement (tranchée de la « Suisse Lippique » ou la « cantine Zeller », par exemple).
Le champ de bataille, ainsi que les vestiges qu'ils contient, sont classés au titre des monuments historiques par arrêté du 2 février 1921.

### Célébration du centenaire de la Première Guerre mondiale
Le site du Hartmannswillerkopf inclut 45 km de tranchées qui ont été conservées, et des sentiers qui permettent de visiter le site.
Pour préparer la célébration du centenaire de la Grande Guerre, les installations militaires reliques de la Première Guerre mondiale ont fait l'objet d'un projet de rénovation et de mise en valeur. Le Bureau de recherches géologiques et minières (BRGM) a été missionné pour un diagnostic des zones d’instabilité des anciens souterrains sous et près de la crête. Des propositions de mise en sécurité pour une mise en valeur sans risques ont été faites.
Le 3 août 2014, François Hollande, président de la République française, et Joachim Gauck, président de la République fédérale d'Allemagne, se rendent sur le Hartmannswillerkopf pour célébrer le centenaire de la Grande Guerre, et plus particulièrement le début des hostilités entre ces deux pays. Cette commémoration est qualifiée d'« inédite » car c'est la première fois que le site du Vieil-Armand accueille une commémoration de la Première Guerre mondiale.
Le 10 novembre 2017 s'est tenue la cérémonie inaugurale de l'historial franco-allemand de la Grande Guerre du Hartmannswillerkopf présentant les événements qui l'ont marqué. Elle fut présidée par le président de la République française, Emmanuel Macron, et le président de la République fédérale allemande, Frank-Walter Steinmeier.

### Le Vieil-Armand dans l'art
Photographes et peintres immortalisèrent les événements tragiques qui se déroulèrent en ces lieux. Parmi ceux-ci, François Flameng, peintre officiel aux armées, dont les nombreux croquis et dessins furent publiés dans la revue L'Illustration.
Le cimetière militaire apparaît dans une scène du film Jules et Jim de François Truffaut[réf. souhaitée].
Un documentaire historique de 25 minutes sur la bataille de l'Hartmannswillerkopf, HWK, la mangeuse d'hommes a été réalisé par Daniel Ziegler en 2004.